# International Federation for Choral Music
Die International Federation for Choral Music (IFCM, deutsch Internationale Vereinigung für Chormusik) ist eine internationale Vereinigung, die 1982 gegründet wurde, um Kommunikation und Austausch zwischen Chormusikern weltweit zu erleichtern.
IFCM hat mehr als 2.000 Mitglieder aus allen Kontinenten, darunter Einzelpersonen, Chöre, Organisationen oder Unternehmen. Ein Großteil aller Chorsänger weltweit sind über die Mitgliedschaft in einem der IFCM angeschlossenen Chor oder einer anderen angeschlossenen Organisation Mitglied im IFCM. Im internationalen Musik-Rat der UNESCO ist die IFCM der offizielle Repräsentant von Chormusik.
Die IFCM wurde durch sieben nationale und internationale Chororganisationen von fünf Kontinenten gegründet. Diese sind:
- The American Choral Directors Association (ACDA)
- A Coeur Joie International (Frankreich)
- Arbeitsgemeinschaft Europäischer Chorverbände (Europa)
- Asociación Interamericana de Directores de Coros (Lateinamerika)
- Europa Cantat – Federation Européenne des Jeunes Chorales (Europa)
- Japan Choral Association (Japan)
- Nordisk Korforum – (Skandinavien)

## Projekte
- African Children Sing!
- Choral music database
- ChoralNet (Webseite)
- Dirigenten ohne Grenzen (Conductors without borders)
- International Centre for Choral Music in Namur, Belgien
- Master classes
- OpusChoral
- Regionale Symposien
- Songbridge
- World Choral Census
- International Choral Bulletin
- World day of Choral singing
- World symposium on Choral music
- World Symposium 2011 in Puerto Madryn, Argentina
- World Chamber Choir
- World Youth Choir
- Youth Committee